# 库基族
库基族是印度东北部曼尼普尔邦、那加兰邦、阿萨姆邦、梅加拉亚邦、特里普拉邦和米佐拉姆邦，以及邻国孟加拉国和缅甸的民族。缅甸的钦族是库基族的亲属民族。库基族的语言属汉藏语系藏缅语族的库基-钦语支。